# Слободсько-Дубровське сільське поселення
Слобо́дсько-Дубро́вське сільське поселення (рос. Слободско-Дубровское сельское поселение) — муніципальне утворення у складі Краснослободського району Мордовії, Росія. Адміністративний центр та єдиний населений пункт — село Слободські Дубровки.

## Населення
Населення — 407 осіб (2019, 505 у 2010, 562 у 2002).